# Репетир диафрагмы
Не следует путать с репетитором и репитером

Поворотный рычаг DSLR-камеры Pentax имеет три положения:
«OFF» — камера выключена,
«ON» — камера включена,
«Репетир диафрагмы» (подпружинено).

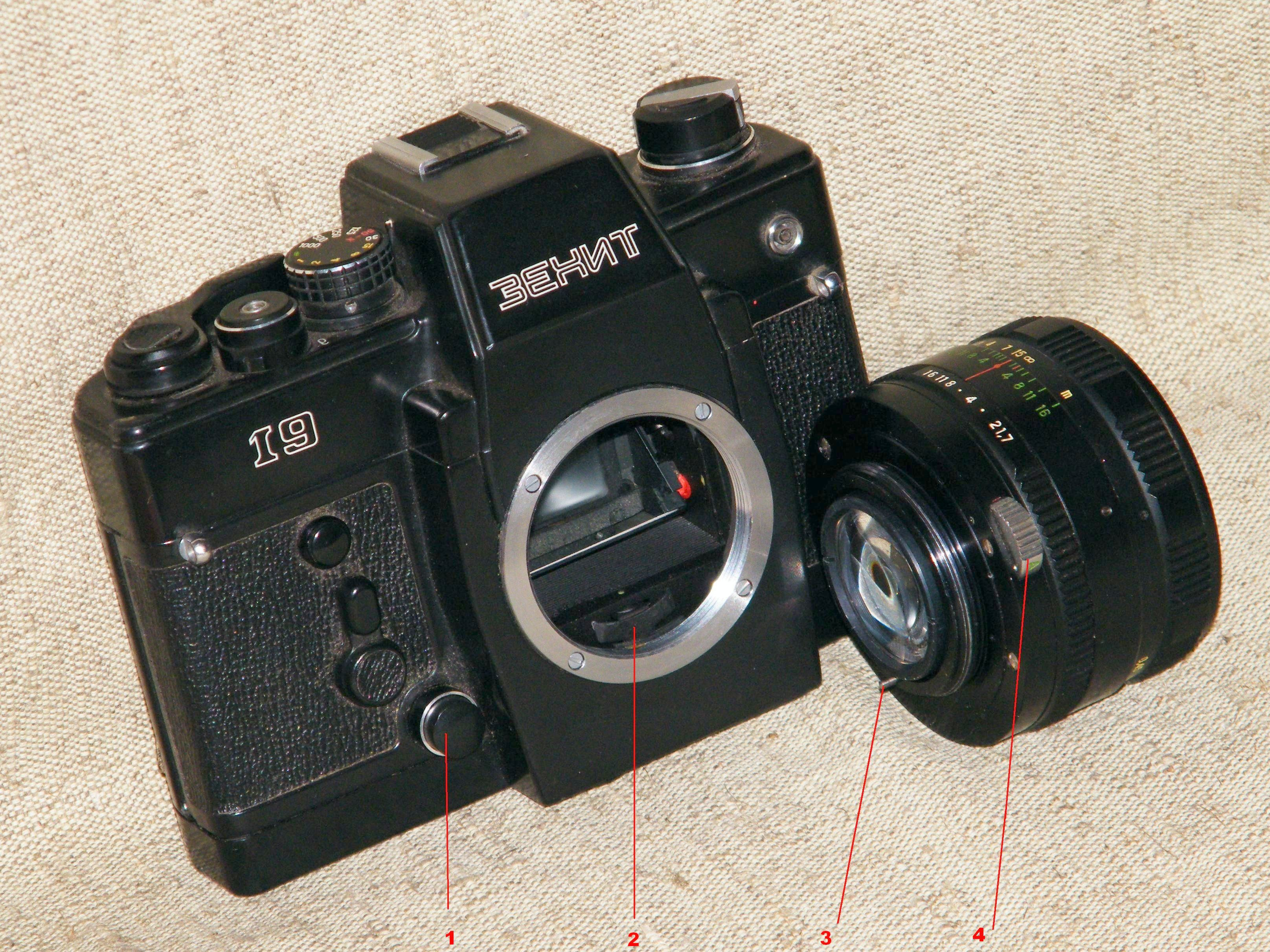
Репетир диафрагмы фотоаппарата «Зенит-19»:
при нажатии на кнопку 1 выдвигается рычаг 2, толкатель 3 перемещается вперёд и происходит закрытие диафрагмы до предварительно установленного значения. Одновременно включается экспонометрическое устройство (полуавтоматическая установка экспозиции).
4 — переключатель А-М (включение и отключение прыгающей диафрагмы)

Репети́р диафра́гмы (англ. Depth of Field Preview) — механизм принудительного закрытия прыгающей диафрагмы однообъективного зеркального фотоаппарата до рабочего значения для визуальной оценки глубины резкости на фокусировочном экране видоискателя.
Репетир диафрагмы используется только в камерах со сквозным визированием и прыгающей диафрагмой: однообъективных зеркальных, беззеркальных фотоаппаратах и в некоторых киносъёмочных аппаратах с зеркальным обтюратором. В режиме Live View зеркальных фотоаппаратов диафрагма постоянно закрыта до рабочего значения, это упрощает кинематическую схему и даёт возможность контролировать экспозицию, поэтому репетир в этом случае не требуется.

## Принцип действия
Прыгающая диафрагма, которой оснащаются все объективы современных зеркальных фотоаппаратов, закрывается до рабочего значения только в момент съёмки, давая в видоискателе яркое изображение при полном отверстии. Такая технология, получившая распространение в начале 1960-х годов, устранила один из главных недостатков зеркальных камер: неудобство фокусировки и недостаточную яркость визира при диафрагмировании объектива. В то же время, оценить изображение при рабочем значении такой диафрагмы невозможно, поскольку она закрывается только после подъёма зеркала, когда видоискатель закрыт. Изображение, видимое в зеркальном видоискателе, обладает малой глубиной резкости, соответствующей полностью открытой диафрагме.
Результатом съёмки при другом значении диафрагмы станет снимок с большей глубиной резкости, чем видимая на матовом стекле визира. Поэтому для её оценки требуется принудительное закрытие диафрагмы до рабочего значения, осуществляемое отдельной кнопкой на корпусе фотоаппарата. Нажатие кнопки закрывает диафрагму, значительно затемняя визир в случае больших значений диафрагменного числа, но давая изображение, полностью соответствующее получаемому на снимке. Приспособления для точной фокусировки, такие как клинья Додена и микрорастр, при срабатывании репетира затемняются до состояния «чёрного пятна», мешая визированию. Поэтому наилучший контроль глубины резкости возможен на чистом матовом стекле. После освобождения кнопки диафрагма снова открывается полностью.
При механической конструкции прыгающей диафрагмы репетир представляет собой устройство, дублирующее её привод. При нажатии на кнопку репетира она закрывается до рабочего значения, выбранного кольцом установки. В современной фотоаппаратуре, оснащаемой электромагнитной диафрагмой без механических связей, репетир подаёт команду на закрытие диафрагмы через электронный интерфейс байонета.
В бюджетных моделях фотоаппаратов, например «Pentax K1000» или «Praktica L», репетир диафрагмы может отсутствовать для упрощения конструкции.
В аппаратуре, оснащённой TTL-экспонометром, измеряющим экспозицию при рабочем значении диафрагмы (англ. Stop-Down Metering), репетир диафрагмы необходим также для осуществления корректного замера, поскольку при полном отверстии он невозможен. В этих случаях кнопка включения экспонометра совмещается с репетиром, как в моделях «Pentax» с резьбовой оптикой и большинстве отечественных фотоаппаратов, например «Киев-19» и «Зенит-19». В современных цифровых камерах одновременно с закрытием диафрагмы репетир запускает моделирующий «растянутый» импульс фотовспышки, если она включена. Это позволяет оценить световой рисунок, особенно при использовании нескольких вспышек, управляемых дистанционно. Поэтому, если срабатывание вспышки по каким-либо причинам при оценке глубины резкости нежелательно, её необходимо отключать.

## Нажимная диафрагма
Предшественником прыгающей диафрагмы, ставшей на сегодняшний день стандартом в зеркальной аппаратуре, была нажимная конструкция (полуавтоматическая диафрагма), впервые использованная в объективах для фотоаппаратов «Экзакта». В отличие от прыгающей диафрагмы, автоматически закрывающейся механизмами камеры или собственным электромагнитом, нажимная закрывается за счёт дополнительного усилия при нажатии на спусковую кнопку, совмещённую с приводом. Таким механизмом, состоящим из кнопки нажимной диафрагмы на оправе, кинематически совмещённой со спусковой на корпусе камеры, оснащались в том числе отечественные фотоаппараты «Старт». В этом случае репетир выполняется как отключатель привода, закрывающий диафрагму до рабочего значения, независимо от положения кнопки. В фотоаппаратах «Старт» для этого кнопка диафрагмы поворачивалась вокруг оси. В аналогичных механизмах диафрагмы объективов для фотоаппаратов «Экзакта», «Топкон» и «Миранда» отключение нажимной диафрагмы осуществлялось отдельной муфтой или кнопкой.
В фотоаппаратах «Зенит-ЕМ», «Зенит-11», а также серии «Зенит-TTL» («Зенит-12сд» и др.) использовался привод диафрагмы нажимного типа, встроенный в корпус камеры и приводимый в действие спусковой кнопкой с увеличенным ходом. При таком устройстве отдельный механизм репетира не требуется, поскольку диафрагма закрывается задолго до срабатывания затвора и подъёма зеркала, позволяя оценить глубину резкости при поджатии спусковой кнопки. Объективы для таких камер часто оснащались переключателем «A—M», который мог включать привод диафрагмы, а мог отключать, постоянно удерживая её на рабочем значении и позволяя использовать объектив с камерами, не оснащёнными нажимным механизмом. Этот переключатель также может служить в качестве репетира при его отсутствии на камере.
Широкого распространения в мировом фотоаппаратостроении нажимная диафрагма не получила вследствие значительного возрастания усилия на спусковой кнопке.
Некоторые объективы, особенно для среднеформатных зеркальных камер, оснащались репетиром, встроенным непосредственно в оправу. Такой репетир представляет собой самовозвратный подпружиненный рычаг, при нажатии закрывающий диафрагму до рабочего значения. Конструкция характерна для штатных объективов камер, не оснащённых собственным репетиром, например, «МС Волна-3В» для фотоаппаратов «Салют-С» и «Киев-88», или Tessar 2,8/50 для «Практики». Конструкция байонета Olympus OM предусматривает репетир диафрагмы, встроенный в оправу всех объективов этой системы.